# 侍從官

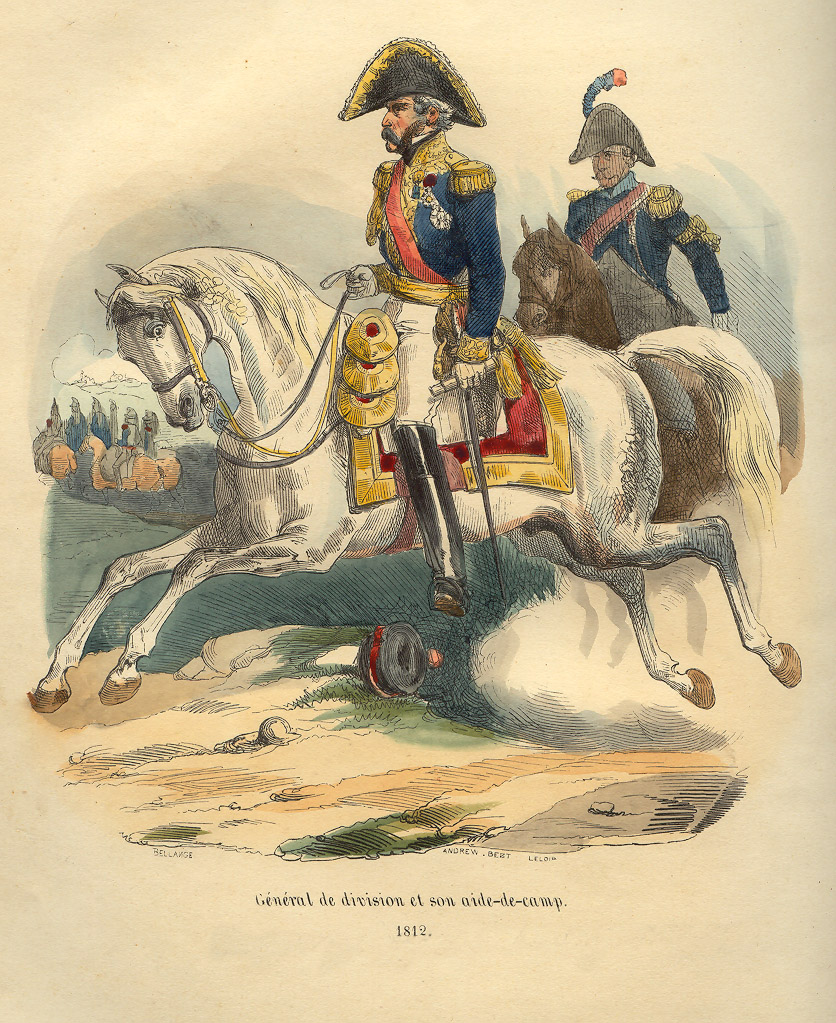
一位法國的侍從官（右）和一位师级将领（中）。

侍從官（法語：aide de camp，發音：[ɛd də kɑ̃] ⓘ），又譯侍衛官、副官，通常是由一名軍官、警察、高级官員来担任國家元首、王室成员、司令或特别重要的政治人物的私人特別助理或秘書。“第一副官”，通常是最重要的私人助理。在一些國家，副官則被認為是一個榮譽稱號，並且負責出席及參加重要慶典儀式等。
由軍官擔任的副官的象徵標志通常是飾繩，通常由金色或者銀色編織而成，穿在軍裝或者制服上的左（或有時右）肩。

## 香港
香港設有行政長官副官職務，前身為英國殖民地時期的總督副官，屬於香港警務處架構下的編制，由一名警司、署理警司或者將晉升的總督察擔任，副官休假時則由一名總督察署任「署理副官」。副官主要負責香港回歸前的總督及後的行政長官的安全，在首長出席公開場合前，先行了解場地保安的安排，再與要員保護組了解及溝通，以配合首長習慣及巡迴路徑。平常，副官則負責禮節性工作，包括代表行政長官接收請願信及參與殉職公務員葬禮等。副官的替換由首長自行決定，決定後透過保安局通知香港警務處，再由後者物色人員予首長選擇。
副官穿著軍裝時，均穿戴一條銀色飾繩在其右肩。
此外，其他紀律部隊及輔助紀律部隊均會有一名人員獲委任為名譽副官。

### 歷任行政長官副官
- 區志光警司（1998年至2002年）
- 呂漢國警司（2002年至2005年7月）
- 邱國裔警司（2005年7月至2007年4月[2]）
- 許鎮德 總督察/警司
（2007年4月至2010年年中）
- 吳樂俊 總督察/警司
- 劉志堂警司（2012年至2017年）
- 陳嘉怡警司（2017年至2022年）
- 莊漢麒警司（2022年至今）

## 韓國
- 警護室長（朝鲜语：대한민국 대통령경호실）

## 美國
通常指派軍官給美國總統、副總統、國防部長、陸軍部長擔任侍從官，一位官員若有多位侍從官，較資深階級侍從官可以協調指揮其他侍從官處理事務。
總統有五名官階為少校或中校侍從官，每軍種各一名（美國陸軍、美國海軍、美國空軍、美國海軍陸戰隊、美國海岸防衛隊），其中一位擔任主侍從官並負責攜行總統核按鈕手提箱。
除了五位固定侍從官，總統還有40~50位中尉至少校不等的白宮社交助理官，社交助理官為臨時任命或兼職，協助白宮社交事務，每月值勤服務兩個或四個半天。
在軍隊內部，只有將官可以配屬侍從官，侍從官一般任期為兩年。雖然美國國會已通過每位將領最多可以有三位侍從官，但軍隊傳統與內規限制每位將領只能有一位侍從官，有些將軍獲得授權可以從他的下屬中挑選任命侍從官。
一位將領根據其官階可以挑選任命以下最高階級侍從官：
- 准將：中尉
- 少將：上尉
- 中將：少校
- 上將：中校
- 五星上將：一名中校跟三名獲批准軍職助理。
- 陸軍參謀長：一名中校跟四名獲批准軍職助理。

部隊的中校或上校主官一般而言沒有侍從官，但是身旁參謀官時常會擔任起主官的侍從角色。四星上將或以上為終身職，可以保留侍從官。

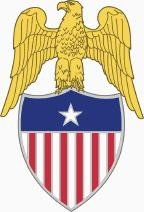
從屬准將侍從官徽章
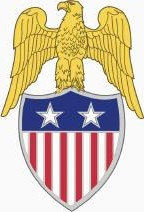
從屬少將侍從官徽章
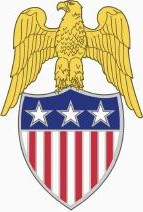
從屬中將侍從官徽章
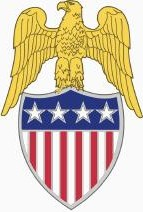
從屬上將侍從官徽章
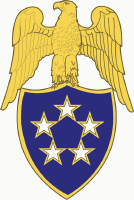
從屬五星上將侍從官徽章
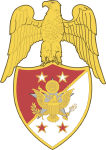
從屬陸軍參謀長侍從官徽章
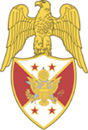
從屬陸軍副參謀長（英语：Vice Chief of Staff of the United States Army）侍從官徽章
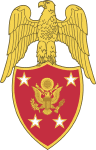
從屬陸軍部長侍從官徽章
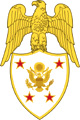
從屬陸軍副部長（英语：United States Under Secretary of the Army）侍從官徽章
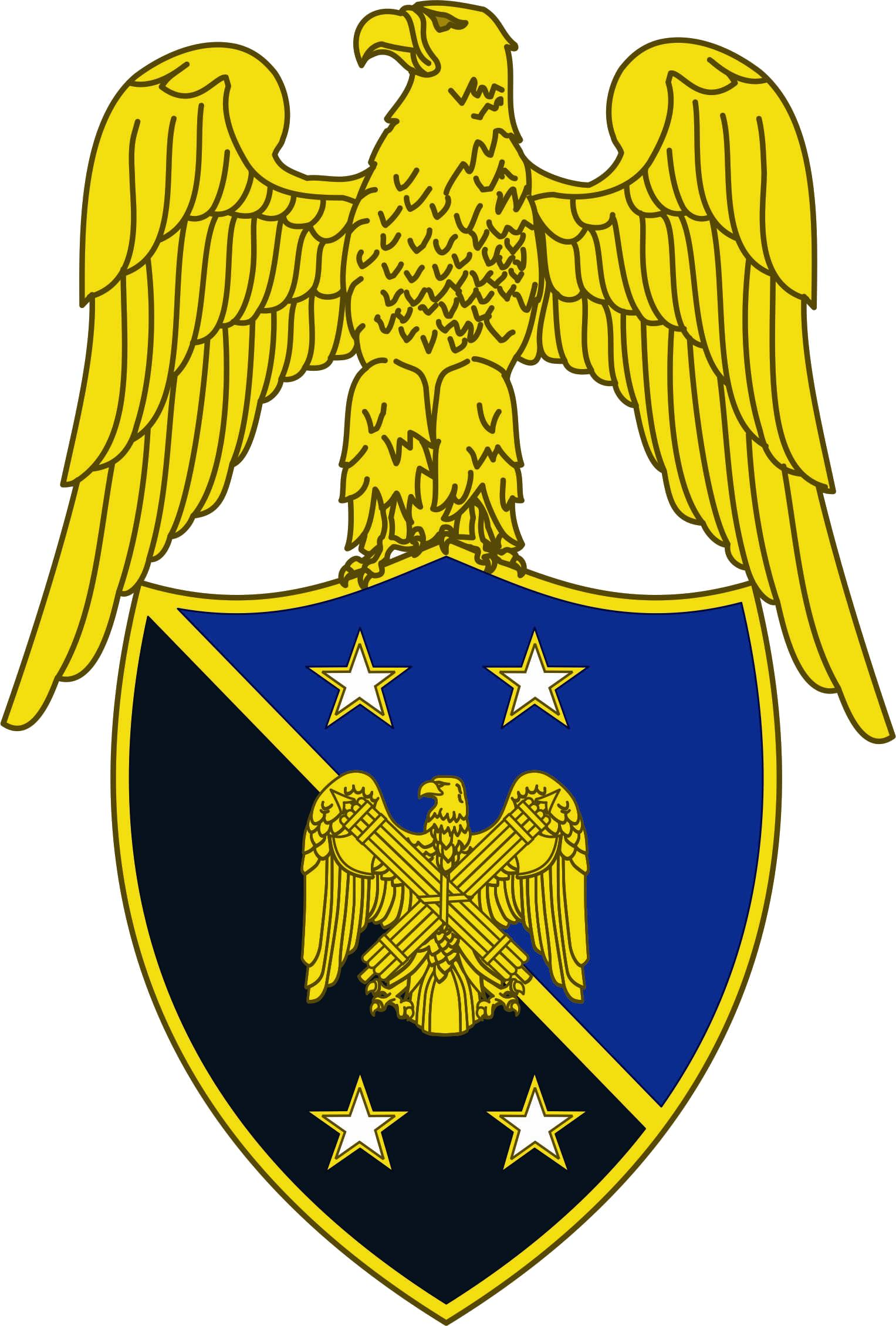
從屬國民警衛局局長侍從官徽章
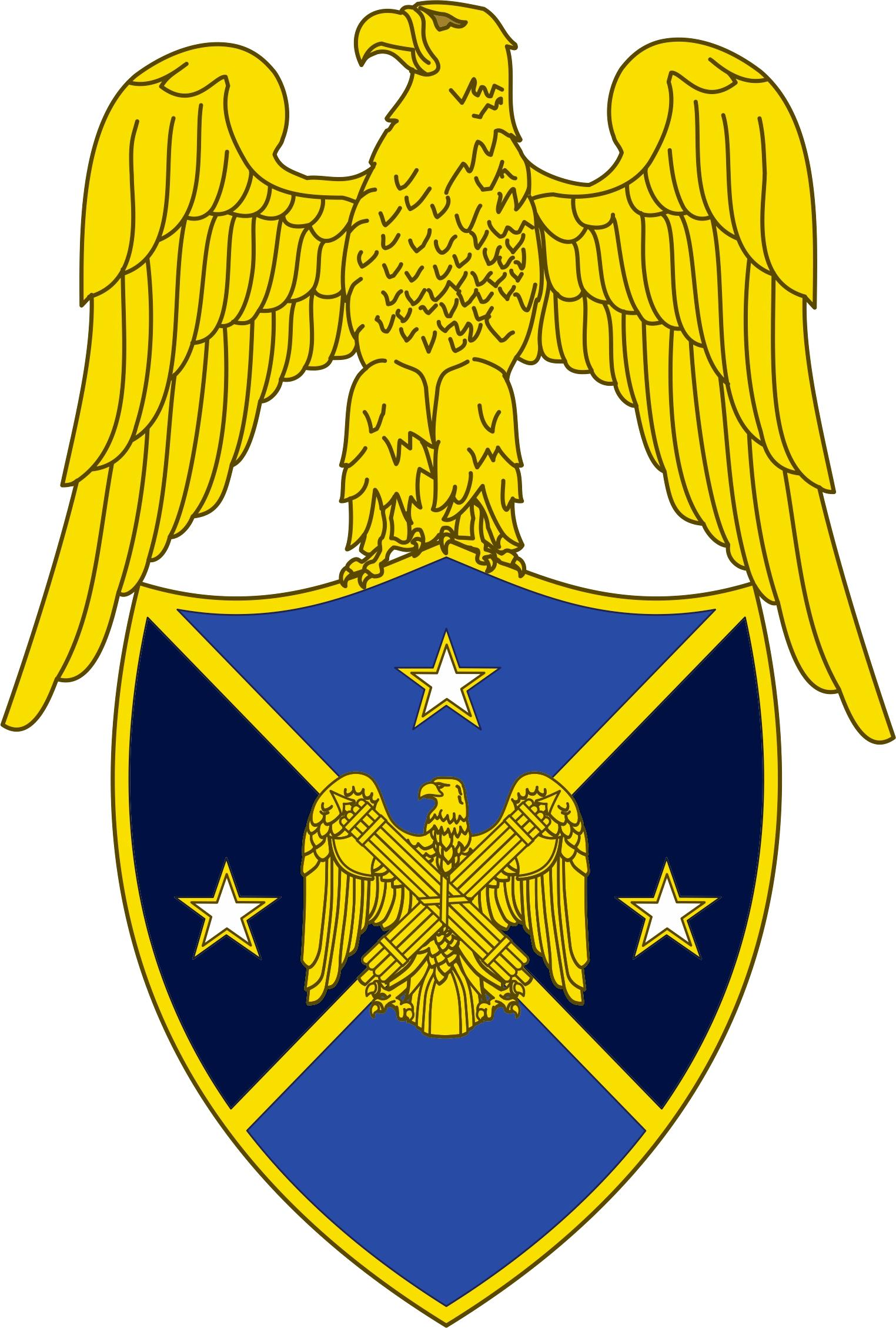
從屬國民警衛局副局長侍從官徽章
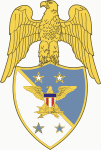
從屬參謀首長聯席會議主席侍從官徽章
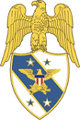
從屬參謀首長聯席會議副主席侍從官徽章
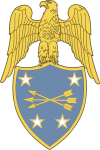
從屬國防部長侍從官徽章
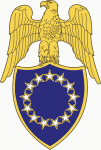
從屬總統侍從官徽章
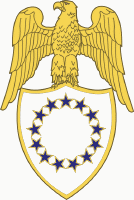
從屬副總統侍從官徽章